# Claudiner
Claudiner är en grupp om cirka 20 olika proteiner som, tillsammans med occludin,  bildar ett slags "blixtlåsmekanism" i så kallade täta fogar. Täta cellförband etablerar den paracellulära barriären som kontrollerar flödet av molekyler i det intercellulära utrymmet mellan cellerna i ett epitel. De har fyra transmembrana domäner, med N-terminalen och C-terminalen i cytoplasman.

## Struktur
Claudiner är små (20–24/27 kilodalton (kDa)) transmembranproteiner som finns i många organismer, allt från nematoder till människor. De har alla en mycket liknande struktur. Claudiner spänner över cellmembranet 4 gånger, med den N-terminala änden och den C-terminala änden båda belägna i cytoplasman och två extracellulära slingor som visar den högsta graden av konservering.
Claudiner har både cis- och transinteraktioner mellan cellmembran. Cis-interaktioner är när claudiner på samma membran interagerar, bland annat genom att transmembrandomän har molekylära interaktioner. Trans-interaktion är när claudiner av angränsande celler interagerar genom deras extracellulära loopar. Cis-interaktioner är också kända som sida-till-sida-interaktioner och trans-interaktioner är också kända som head-to-head-interaktioner.
Generellt är den täta fogen känd för sin ogenomtränglighet. Men beroende på typen av claudin och deras interaktioner finns det selektiv permeabilitet. Detta inkluderar laddningsselektivitet och storleksselektivitet.

### N-terminal
Den N-terminala änden är vanligtvis mycket kort (1–10 aminosyror). Den ligger i cytoplasman där den tros bidra till cellsignalering, cytoskelettorganisation och andra möjliga funktioner.

### C-terminal
C-terminalen har en längre kedja och ligger i cytoplasman. Den varierar i längd från 21 till 63 aminosyror och är nödvändig för lokaliseringen av dessa proteiner i täta fogar. Man tror att det kan spela en roll i cellsignalering. Alla mänskliga claudiner (med undantag för Claudin 12) har domäner som låter dem binda till PDZ-domäner av ställningsproteiner. 

### Första extracellulära slingan
Den första extracellulära slingan har ett intervall på 42-56 aminosyror och är längre än den andra extracellulära slingan. Man misstänker att de cysteiner som finns på den första extracellulära slingan bildar disulfidbindningar. Denna slinga har laddade aminosyror som kan vara prediktorn för laddningsselektiviteten hos täta fogar. Den första extracellulära slingan spelar en roll i trans-interaktion av claudiner från intilliggande celler.

### Andra extracellulära slingan
Den andra extracellulära slingan är kortare än den första extracellulära slingan. I denna korta kedja av aminosyror finns tre hydrofoba resider. Dessa tre rester misstänks vara en bidragande orsak till trans-interaktionen av proteiner mellan intilliggande celler.

## Historik
Claudins namngavs första gången 1998 av de japanska forskarna Mikio Furuse och Shoichiro Tsukita vid Kyoto universitet. Namnet claudin kommer från det latinska ordet claudere ("att stänga"), vilket antyder barriärrollen för dessa proteiner.

### Studier
En nyligen genomförd granskning (2015) diskuterar bevis angående strukturen och funktionen av claudinfamiljens proteiner med hjälp av ett system för att förstå bevis som genereras av proteomiktekniker.
En chimär claudin syntetiserades för att hjälpa till att förbättra förståelsen av både strukturen och funktionen av täta fogar.
Datormodellering är också en annan teknik som används för att förbättra strukturen och funktionerna hos claudiner.

## Gener
Det finns 23 gener som finns i det mänskliga genomet för claudinproteiner och det finns 27 transmembrandomäner för däggdjur. Bevarandet observeras inte på en genetisk nivå. Trots att den genetiska nivån inte är bevarad över claudiner är deras strukturella bevarande väldigt lika. 
- CLDN1, CLDN2, CLDN3, CLDN4, CLDN5, CLDN6, CLDN7, CLDN8, CLDN9, CLDN10,[14] CLDN11, CLDN12, CLDN13, CLDN14, CLDN15, CLDN16, CLDN17, CLDN18, CLDN19,[15]CLDN20, CLDN21, CLDN22, CLDN23